# Quinto Servílio Fidenato (tribuno consular em 402 a.C.)
Quinto Servílio Fidenato (em latim: Quintus Servilius Fidenas) foi um político da gente Servília nos primeiros anos da República Romana, eleito tribuno consular por seis vezes, em 402, 398, 395, 390, 388 e 386 a.C.. Foi também interrex em 397 a.C. Era filho do ditador Quinto Servílio Prisco e pai de Quinto Servílio Fidenato, tribuno consular em 382, 378 e 369 a.C..

## Filiação
Não cabem dúvidas de que era filho do ditador, já o que o praenomen dos dois era "Quinto" e era chamado de "Fidenato", além das indicações nos Fastos Capitolinos. Uma dificuldade, porém, surge do relato de Lívio, onde parece que "C. Servilius", tribuno consular em 418 a.C, era filho do conquistador de Fidenas, possivelmente um erro, já que o tribuno consular deste ano se chama, segundo os Fastos, "C. Servilius P. f. C. N. Axila" (Caio Servílio Áxila). Além disso, ainda que fosse filho do ditador, deve ter sido um filho mais novo, como demonstra seu praenomen, mas, neste caso, este filho menor teria obtido a mais alta posição da magistratura romana dezesseis anos antes de seu irmão mais velho.

## Primeiro tribunato consular (402 a.C.)
Em 402 a.C., foi eleito tribuno consular com Aulo Mânlio Vulsão Capitolino, Lúcio Vergínio Tricosto Esquilino, Quinto Sulpício Camerino Cornuto, Caio Servílio Estruto Aala, pela terceira vez e Mânio Sérgio Fidenato, em segundo mandato.
Enquanto continuava o cerco a Veios pelos romanos, chegaram reforços inimigos de capenatos e faliscos, que atacaram a zona comandada por Sérgio Fidenato, colocando-o subitamente em dificuldades, principalmente depois da chegada de unidades veias.
A animosidade entre Sérgio Fidenato e Lúcio Vergínio, que comandava o acampamento mais próximo da zona de combate, provocou a derrota do exército romano, que perdeu completamente o acampamento dos soldados de Sérgio Fidenato:
| “ | A arrogância de Vergínio era comparável à teimosia de Sérgio, que, para não dar a impressão de precisar da ajuda de seu adversário, preferiu deixar vencer o inimigo a ter que agradecer a intervenção de um concidadão. O massacre dos soldados romanos pegos no meio da discussão durou um longo tempo | ” |
|   | — Lívio, Ab Urbe condita V, 8.. |   |

Logo depois do desastre, por conta de uma proposta de Caio Servílio, o Senado decidiu antecipar a nomeação dos novos tribunos consulares para as calendas de outubro ao invés de esperar os idos de dezembro, como era usual.
| “ | [...] e meus dois colegas farão o que o Senado decidiu ou, continuarem teimosamente resistindo, nomearei imediatamente um ditador que os obrigue a renunciar. | ” |
|   | — Lívio, Ab Urbe condita V, 9.. |   |

Ainda neste ano, a guarnição de Anxur (Terracina) foi derrotada pelos volscos.

## Segundo tribunato consular (398 a.C.)
Quinto Servílio foi eleito pela segunda vez tribuno consular em 398 a.C. com Marco Valério Latucino Máximo, Marco Fúrio Camilo, Lúcio Valério Potito, Lúcio Fúrio Medulino Quinto Sulpício Camerino Cornuto.
Os romanos continuaram o cerco a Veios e, sob o comando de Valério Potito e Fúrio Camilo, foram saqueadas Falérias e Capena, cidades aliadas dos etruscos.[carece de fontes?]
Durante o ano se verificou uma elevação do nível das águas do Lago Albano, perto de Alba Longa e, para interpretar o significado deste misterioso evento, emissários foram enviados para questionar o Oráculo de Delfos:
| “ | [...] um lago, nas florestas de Alba, cresceu e chegou a uma altura extraordinária sem que ninguém conseguisse explicar este maravilhoso efeito, nem pela água e nem pelo céu e nem por nenhuma outra causa. Para descobrir o que os deuses pretendiam com este milagre, emissários foram enviados para consultarem o Oráculo de Delfos. Mas outro sinal foi ouvido por acaso perto do acampamento: um velho de Veios, entre as inúmeras provocações entre romanos e os sentinelas etruscos, cantou as seguintes palavras de tom profético: "Enquanto as águas do lago Alba não tiverem desaparecido, os romanos não conquistarão Veios". | ” |
|   | — Lívio, "Ab Urbe Condita libri" V, 15. |   |

Ao retornar, em 397 a.C., os embaixadores reportaram a mesma explicação e o velho de Veios, preso, foi acusado do prodígio para apaziguar os deuses.[carece de fontes?]

## Terceiro tribunato consular (395 a.C.)
Quinto Servílio foi eleito pela terceira vez em 395 a.C. com Públio Cornélio Cipião, Cesão Fábio Ambusto, Públio Cornélio Maluginense Cosso, Lúcio Fúrio Medulino e Marco Valério Latucino Máximo.
Aos dois irmãos, Cornélio Maluginense e Cornélio Cipião, foi confiada a campanha contra os faliscos, que não chegou a resultado concreto algum, enquanto Valério Latucino e Quinto Servílio atacaram os capenatos, que, ao final, foram obrigados a buscar a paz com Roma.
Na cidade, seguia feroz a polêmica sobre a subdivisão do butim obtido com a captura de Veios no ano anterior, que se acendeu ainda mais depois da proposta do tribuno da plebe Veio Tito Sicínio, de transferir boa parte da população de Roma para Veios, combatida fortemente pelos senadores.

## Quarto tribunato consular (390 a.C.)
Em 390 a.C., Quinto Servílio foi eleito pela quarta vez, com Quinto Sulpício Longo, Quinto Fábio Ambusto, Numério Fábio Ambusto, Cesão Fábio Ambusto e Públio Cornélio Maluginense.
À Quinto Servílio e aos demais tribunos Lívio reputa a maior parte da responsabilidade pela derrota romana na Batalha do Rio Ália, o prólogo do Saque de Roma pelos senônios de Breno. E ele, assim como os demais tribunos, foi depois um dos mais fortes defensores da proposta de deixar Roma em prol de Veios depois da derrota dos gauleses.
| “ | Depois de tê-la salvo em tempo de guerra, Camilo salvou novamente a cidade quando, já em paz, evitou uma imigração em massa para Veios, apesar dos tribunos — agora que Roma era uma pilha de cinzas — estivessem mais ávidos do que nunca sobre a iniciativa e a plebe a apoiasse de maneira ainda mais forte. | ” |
|   | — Lívio, Ab Urbe Condita V, 4, 49.. |   |

## Quinto tribunato consular (388 a.C.)
Em 388 a.C., foi eleito novamente, desta vez com Tito Quíncio Cincinato Capitolino, Lúcio Júlio Julo, Lúcio Lucrécio Tricipitino Flavo, Lúcio Aquilino Corvo e Sérvio Sulpício Rufo
.
Os tribunos lideraram os romanos em uma série de raides contra o territórios dos équos e de Tarquínia, onde atacaram Cortuosa e Contenebra, que foram saqueadas.
Enquanto isso, em Roma, os tribunos da plebe tentaram levantar a discussão sobre a subdivisão dos Pântanos Pontinos, capturados dos volscos no ano anterior.

## Sexto tribunato consolar (386 a.C.)
Em 386 a.C., Quinto Servílio foi eleito pela última vez, com Marco Fúrio Camilo, Lúcio Horácio Púlvilo, Sérvio Cornélio Maluginense, Lúcio Quíncio Cincinato Capitolino e Públio Valério Potito Publícola.
Quando Anzio (Antium) resolveu se levantar contra Roma, apoiada pelos jovens latinos e hérnicos, o Senado decidiu entregar as operações militares a Fúrio Camilo, que levou consigo seu colega Públio Valério. A Quinto Servílio foi encarregada a missão de organizar um exército que ficaria em território romano para defender a cidade contra um possível ataque dos etruscos. Lúcio Quíncio liderou a defesa da própria cidade de Roma, Lúcio Horácio organizou os suprimentos e a logística para a campanha e Sérvio Cornélio, a administração pública.
Depois de derrotados os volscos, os romanos se voltaram contra os etruscos que estavam cercando Sutri e Nepi, entregando o comando da operação a Fúrio Camilo; Lúcio Quíncio e Lúcio Horácio foram encarregados de supervisionar a reconstrução da zona rural devastada pela campanha contra os volscos.